# Nati nel 1986/Agosto
| Questa pagina contiene informazioni ricavate automaticamente dalle voci biografiche con l'ausilio del template Bio e di un bot. L'aggiornamento è periodico e automatico e ricostruisce completamente la pagina. Se manca una persona in questa lista, sei pregato di non aggiungerla, ma accertati piuttosto che la sua voce biografica contenga il template Bio e che i dati anagrafici siano correttamente compilati. Se il template Bio manca, inseriscilo tu stesso o, in alternativa, metti l'avviso {{tmp\|Bio}} che ne segnala la mancanza. Se i dati riportati sono sbagliati, correggi direttamente la voce biografica; le modifiche saranno visibili in questa lista entro pochi giorni. Per chiarimenti vedi il progetto biografie. La lista contiene solo le 469 persone che sono citate nell'enciclopedia e per le quali è stato implementato correttamente il template Bio. Pagina aggiornata al 18 ago 2025. |

- 1º agosto - Abdul-Fattah Al Agha, calciatore siriano
- 1º agosto - Tyrell Biggs, ex cestista statunitense
- 1º agosto - Carlão, ex calciatore brasiliano
- 1º agosto - Kevin DeVergilio, ex hockeista su ghiaccio statunitense
- 1º agosto - Giovanni Di Cristo, judoka italiano
- 1º agosto - Roberto Giacomi, ex calciatore canadese
- 1º agosto - Josh Harder, politico statunitense
- 1º agosto - Hichani Himoonde, calciatore zambiano
- 1º agosto - José Isidoro Gómez, ex calciatore spagnolo
- 1º agosto - Elijah Kelley, attore, cantante e ballerino statunitense
- 1º agosto - Marcos Mata, cestista argentino
- 1º agosto - Halil Umut Meler, arbitro di calcio turco
- 1º agosto - Jörn Schlönvoigt, attore e cantante tedesco
- 1º agosto - Lucas Simón, ex calciatore argentino
- 1º agosto - Anton Strålman, hockeista su ghiaccio svedese
- 1º agosto - Andrew Taylor, ex calciatore inglese
- 1º agosto - Elisa Tripodi, politica italiana
- 1º agosto - Elena Vesnina, ex tennista russa
- 1º agosto - Mike Wallace, giocatore di football americano statunitense
- 1º agosto - Rob Webber, rugbista a 15 e allenatore di rugby a 15 inglese
- 2 agosto - Chayse Evans, ex attrice pornografica statunitense
- 2 agosto - Lily Gladstone, attrice statunitense
- 2 agosto - Gong Zhenghao, calciatore macaense
- 2 agosto - Waleed Jassim Abdullah, calciatore qatariota
- 2 agosto - Christophe Kerbrat, calciatore francese
- 2 agosto - Ricardo Martinez, pallavolista francese
- 2 agosto - Amanda Polk, canottiera statunitense
- 2 agosto - Mathieu Razanakolona, ex sciatore alpino malgascio
- 2 agosto - Leonardo Sánchez, ex calciatore argentino
- 2 agosto - Yōjirō Takahagi, ex calciatore giapponese
- 2 agosto - Wanderley de Jesus Sousa, calciatore brasiliano
- 2 agosto - Ryōta Ōsaka, doppiatore giapponese
- 3 agosto - Daniel Akpeyi, calciatore nigeriano
- 3 agosto - Sergio Álvarez Conde, ex calciatore spagnolo
- 3 agosto - Michela Andreola, ex biatleta italiana
- 3 agosto - Charlotte Casiraghi, giornalista monegasca
- 3 agosto - Dar"ja Domračava, ex biatleta bielorussa
- 3 agosto - Geoffrey Gete, calciatore vanuatuano
- 3 agosto - Luigi di Lussemburgo, principe lussemburghese
- 3 agosto - Bruno Silva, calciatore brasiliano
- 3 agosto - Chris Ramsey, comico, conduttore televisivo e attore britannico
- 4 agosto - Sérgio Antônio Borges Júnior, calciatore brasiliano
- 4 agosto - Leon Camier, pilota motociclistico britannico
- 4 agosto - Claudia Cesarini, pentatleta italiana
- 4 agosto - Ricardo Faty, ex calciatore francese
- 4 agosto - Garrett Graham, giocatore di football americano statunitense
- 4 agosto - Hernane, calciatore brasiliano
- 4 agosto - Oleg Ivanov, calciatore russo
- 4 agosto - Marshall McFadden, giocatore di football americano statunitense
- 4 agosto - Alex Sandro Mendonça dos Santos, ex calciatore brasiliano
- 4 agosto - Chiara Pastore, cestista italiana
- 4 agosto - Luke Patience, velista britannico
- 4 agosto - Megan Ryley, ex sciatrice alpina canadese
- 4 agosto - Kenny Simms, cestista statunitense
- 4 agosto - Emin Sulimani, allenatore di calcio e ex calciatore austriaco
- 4 agosto - Yoon Jin-hee, sollevatrice sudcoreana
- 5 agosto - Jamie Baker, ex tennista britannico
- 5 agosto - Brendan Ryan Barrett, attore statunitense
- 5 agosto - Azzedine Doukha, ex calciatore algerino
- 5 agosto - Franklin Gómez, lottatore portoricano
- 5 agosto - Eileen Grench, schermitrice statunitense
- 5 agosto - Júlio César Godinho Catole, ex calciatore brasiliano
- 5 agosto - Ekaterina Kabešova, pallavolista russa
- 5 agosto - Christophe Laborie, ex ciclista su strada francese
- 5 agosto - Marcus Lewis, ex cestista statunitense
- 5 agosto - Johnny Marsiglia, rapper italiano
- 5 agosto - Mi Na, atleta paralimpica cinese
- 5 agosto - Asif Məmmədov, calciatore azero
- 5 agosto - Ellen Sprunger, ex multiplista svizzera
- 5 agosto - Aung Kyaw Tun, ex calciatore birmano
- 5 agosto - Khadijah Whittington, ex cestista statunitense
- 5 agosto - Tatsuhiro Yonemitsu, lottatore giapponese
- 5 agosto - Kathrin Zettel, ex sciatrice alpina austriaca
- 6 agosto - Mehmet Akgün, ex calciatore turco
- 6 agosto - Tony Bergstrom, giocatore di football americano statunitense
- 6 agosto - Nanna Blondell, attrice svedese
- 6 agosto - Thom Latimer, wrestler britannico
- 6 agosto - Jérôme Coppel, ex ciclista su strada francese
- 6 agosto - Joyce Ekworomadu, ex cestista statunitense
- 6 agosto - Jan-Philipp Kalla, ex calciatore tedesco
- 6 agosto - Liu Li, atleta paralimpico cinese
- 6 agosto - David Löfquist, calciatore svedese
- 6 agosto - Jake McGee, giocatore di baseball statunitense
- 6 agosto - André Moritz, ex calciatore brasiliano
- 6 agosto - Lucrezia Piaggio, attrice e ex modella italiana
- 6 agosto - Ekaterina Šarmina, mezzofondista russa
- 6 agosto - Evgenij Sivoželez, pallavolista russo
- 6 agosto - Reby Sky, wrestler, ballerina e modella statunitense
- 6 agosto - Sara Skyttedal, politica svedese
- 6 agosto - Nuno Pinto, allenatore di calcio e ex calciatore portoghese
- 6 agosto - Shannon Szabados, hockeista su ghiaccio canadese
- 6 agosto - Deonta Vaughn, ex cestista statunitense
- 6 agosto - Yu Song, judoka cinese
- 6 agosto - Ivan Štyl', canoista russo
- 7 agosto - Nancy Sumari, modella tanzaniana
- 7 agosto - Alexis Allart, ex calciatore francese
- 7 agosto - Brad Barritt, rugbista a 15 sudafricano
- 7 agosto - Chakib Benzoukane, calciatore marocchino
- 7 agosto - Paul Biedermann, ex nuotatore tedesco
- 7 agosto - Valter Birsa, ex calciatore sloveno
- 7 agosto - Orlando Bordón, ex calciatore paraguaiano
- 7 agosto - Il'ja Černousov, fondista russo
- 7 agosto - DeVon Hardin, ex cestista statunitense
- 7 agosto - Keahu Kahuanui, attore e modello statunitense
- 7 agosto - Tat'jana Kurbakova, ex ginnasta russa
- 7 agosto - Jiří Lindr, calciatore ceco
- 7 agosto - Stefanie Schwaiger, giocatrice di beach volley austriaca
- 7 agosto - Soner Şentürk, cestista turco
- 7 agosto - Katie Sowers, ex giocatrice di football americano e allenatrice di football americano statunitense
- 7 agosto - Abd Allah bin Bandar Al Sa'ud, principe, politico e militare saudita
- 8 agosto - Kateryna Bondarenko, tennista ucraina
- 8 agosto - Federica Cacciola, attrice, scrittrice e personaggio televisivo italiana
- 8 agosto - Neri Cardozo, ex calciatore argentino
- 8 agosto - Jackie Cruz, attrice, cantante e ex modella dominicana
- 8 agosto - Alharbi El Jadeyaoui, ex calciatore francese
- 8 agosto - Pierre Garçon, ex giocatore di football americano statunitense
- 8 agosto - Dalpre Grayer, attore statunitense
- 8 agosto - Kasper Hämäläinen, ex calciatore finlandese
- 8 agosto - Peyton List, attrice statunitense
- 8 agosto - Antonio Maggio, cantautore italiano
- 8 agosto - Huriana Manuel, rugbista a 15 e allenatrice di rugby a 15 neozelandese
- 8 agosto - Mao Jianqing, ex calciatore cinese
- 8 agosto - Mark Parsons, allenatore di calcio inglese
- 8 agosto - Dmytro Pyškov, lottatore ucraino
- 8 agosto - Diego Rodríguez Da Luz, allenatore di calcio e ex calciatore uruguaiano
- 8 agosto - Ljubomir Stevanović, calciatore serbo
- 8 agosto - Charlotte Stokely, attrice pornografica statunitense
- 8 agosto - Charles-Édouard Yachvili, rugbista a 15 francese
- 9 agosto - Romain Brégerie, ex calciatore francese
- 9 agosto - José Manuel Casado, ex calciatore spagnolo
- 9 agosto - Anicet Eyenga, ex calciatore camerunese
- 9 agosto - Nicolas Farina, ex calciatore francese
- 9 agosto - Alejandro Faurlín, ex calciatore argentino
- 9 agosto - Dennis Grote, calciatore tedesco
- 9 agosto - Robert Kišerlovski, ex ciclista su strada croato
- 9 agosto - Rafaela Zanella, modella brasiliana
- 9 agosto - Miguel Pitta, calciatore britannico
- 9 agosto - Tii-Maria Romar, ex sciatrice alpina finlandese
- 9 agosto - Telle Smith, cantante, musicista e cantautore statunitense
- 9 agosto - Rade Veljović, ex calciatore serbo
- 9 agosto - Bartłomiej Wołoszyn, cestista polacco
- 9 agosto - Taner Ölmez, attore e musicista turco
- 10 agosto - John-Lee Augustyn, ex ciclista su strada sudafricano
- 10 agosto - Oleksandr Čyžov, ex calciatore ucraino
- 10 agosto - Ryan Edgar, ex calciatore dominicense
- 10 agosto - Maurizio Ferrara, ex cestista italiano
- 10 agosto - Amaury Jadin, ex cestista belga
- 10 agosto - Aurélien Joachim, calciatore lussemburghese
- 10 agosto - Tibor Joza, ex calciatore svedese
- 10 agosto - Andrea Sestini Hlaváčková, ex tennista ceca
- 10 agosto - Ketia Swanier, ex cestista statunitense
- 10 agosto - Frédéric Vervisch, pilota automobilistico belga
- 10 agosto - Kazuma Watanabe, calciatore giapponese
- 11 agosto - Marcos Arouca, ex calciatore brasiliano
- 11 agosto - Sofian Benzouien, ex calciatore belga
- 11 agosto - Hélène Defrance, velista francese
- 11 agosto - Tea Falco, attrice, fotografa e regista italiana
- 11 agosto - Tom Habscheid, atleta paralimpico lussemburghese
- 11 agosto - Pedro Iznaga, pallavolista cubano
- 11 agosto - Emil Johansson, ex calciatore svedese
- 11 agosto - Miguel Kayara, calciatore francese
- 11 agosto - Richard Keogh, ex calciatore inglese
- 11 agosto - Christine Marshall, nuotatrice statunitense
- 11 agosto - Baker Ahmad Mohammed, ex cestista qatariota
- 11 agosto - Nikolaj Morilov, fondista russo
- 11 agosto - Tracy Porter, giocatore di football americano statunitense
- 11 agosto - Rhodolfo, ex calciatore brasiliano
- 11 agosto - Pablo Sandoval, giocatore di baseball venezuelano
- 11 agosto - Kunihiro Shimizu, pallavolista giapponese
- 12 agosto - Andrei Agius, ex calciatore maltese
- 12 agosto - Kyle Arrington, giocatore di football americano statunitense
- 12 agosto - Celeste Cabañez, cestista argentina
- 12 agosto - Panajotis Dimitriadis, calciatore svedese
- 12 agosto - Fabio Francolini, pattinatore di velocità in-line italiano
- 12 agosto - Chiara Galiazzo, cantante italiana
- 12 agosto - Juande, calciatore spagnolo
- 12 agosto - E Sens, rapper sudcoreano
- 12 agosto - Kim Kun-hoan, ex calciatore sudcoreano
- 12 agosto - Peggy Kuznik, ex calciatrice tedesca
- 12 agosto - Basick, rapper sudcoreano
- 12 agosto - Abdelhakim Zouita, cestista marocchino
- 12 agosto - Nausika Stauridou, ex cestista greca
- 12 agosto - Wang Lei, ex cestista cinese
- 13 agosto - Stanko Barać, ex cestista croato
- 13 agosto - Hernán Bernardello, ex calciatore argentino
- 13 agosto - Giacomo Cardaci, scrittore e giurista italiano
- 13 agosto - Miloš Ćulafić, pallavolista montenegrino
- 13 agosto - Zakaria Diallo, ex calciatore francese
- 13 agosto - Morten Fillipsen, cantante danese
- 13 agosto - Jannik Freese, ex cestista tedesco
- 13 agosto - Demetrious Johnson, ex artista marziale misto statunitense
- 13 agosto - Joseph Lapira, ex calciatore statunitense
- 13 agosto - Alexandra Ndolo, schermitrice tedesca
- 13 agosto - Emily Wamusyi Ngii, marciatrice keniota
- 13 agosto - Xavier Pentecôte, ex calciatore francese
- 13 agosto - Romano Perticone, allenatore di calcio e ex calciatore italiano
- 13 agosto - Nemanja Protić, cestista serbo
- 13 agosto - Sebastián Páez, ex calciatore cileno
- 13 agosto - Dariusz Radosz, canottiere polacco
- 13 agosto - Luís Rocha, calciatore portoghese
- 13 agosto - Giulia Sarti, politica italiana
- 13 agosto - Wesley Taylor, attore e sceneggiatore statunitense
- 13 agosto - Élodie Thomis, ex calciatrice francese
- 13 agosto - Mami Yamaguchi, ex calciatrice giapponese
- 14 agosto - Nigel Boogard, ex calciatore australiano
- 14 agosto - James Dens da Silva, ex calciatore brasiliano
- 14 agosto - Nick Ffrost, nuotatore australiano
- 14 agosto - Kenny Hasbrouck, cestista statunitense
- 14 agosto - Terin Humphrey, ex ginnasta statunitense
- 14 agosto - Cameron Jerome, ex calciatore inglese
- 14 agosto - Rainford Kalaba, ex calciatore zambiano
- 14 agosto - Casey LaBow, attrice statunitense
- 14 agosto - Chelsea Marshall, ex sciatrice alpina statunitense
- 14 agosto - Sara Masoud, atleta paralimpica qatariota
- 14 agosto - Jony Ramos, ex calciatore saotomense
- 14 agosto - Braian Rodríguez, ex calciatore uruguaiano
- 14 agosto - Ludgério Silva, ex calciatore saotomense
- 14 agosto - Selwyn Sese Ala, calciatore vanuatuano († 2015)
- 14 agosto - Gabriella Szabó, canoista ungherese
- 14 agosto - Tania Tuccinardi, cantante e attrice teatrale italiana
- 15 agosto - Ceyhun Altay, ex cestista turco
- 15 agosto - Vadim Bolohan, ex calciatore moldavo
- 15 agosto - Daniele Cassioli, sciatore nautico e dirigente sportivo italiano
- 15 agosto - Natalia Kills, cantautrice e attrice britannica
- 15 agosto - Besik Kuduchov, lottatore russo († 2013)
- 15 agosto - Amy Lennox, attrice scozzese
- 15 agosto - Li Jianrou, pattinatrice di short track cinese
- 15 agosto - Giorgi Merebashvili, calciatore georgiano
- 15 agosto - Sergej Mikaev, cosmonauta russo
- 15 agosto - Vincenzo Pacilli, attore italiano
- 16 agosto - Felicity Abram, triatleta australiana
- 16 agosto - Bian Lan, ex cestista cinese
- 16 agosto - Big Cass, wrestler statunitense
- 16 agosto - Ted-Jan Bloemen, pattinatore di velocità su ghiaccio olandese
- 16 agosto - Petra Chocová, nuotatrice ceca
- 16 agosto - Leslie Clio, cantautrice e produttrice discografica tedesca
- 16 agosto - Yū Darvish, giocatore di baseball giapponese
- 16 agosto - Semir Hadžibulić, ex calciatore serbo
- 16 agosto - Borislav Jovanović, ex calciatore serbo
- 16 agosto - Martín Maldonado, giocatore di baseball portoricano
- 16 agosto - Elisa Nájera, modella messicana
- 16 agosto - Sarah Pavan, pallavolista e giocatrice di beach volley canadese
- 16 agosto - Christian Poser, bobbista tedesco
- 16 agosto - Shawn Pyfrom, attore statunitense
- 16 agosto - Joren Seldeslachts, attore belga
- 16 agosto - Camilla Semino Favro, attrice italiana
- 16 agosto - Ashton Shepherd, cantante statunitense
- 17 agosto - Mayra Aldana, modella salvadoregna
- 17 agosto - Marcus Berg, ex calciatore e allenatore di calcio svedese
- 17 agosto - Destin Damachoua, ex cestista francese
- 17 agosto - Tommaso Di Giulio, autore televisivo, sceneggiatore e musicista italiano
- 17 agosto - Dong Xue, ex biatleta cinese
- 17 agosto - Rudy Gay, ex cestista statunitense
- 17 agosto - Niklas Hoheneder, allenatore di calcio e ex calciatore austriaco
- 17 agosto - Bryton James, attore e cantante statunitense
- 17 agosto - Denis Kornilov, saltatore con gli sci russo
- 17 agosto - Fareed Majeed, calciatore iracheno
- 17 agosto - Alexis Mestre, ex cestista cubano
- 17 agosto - Marcos Painter, ex calciatore irlandese
- 17 agosto - Julien Quercia, ex calciatore francese
- 17 agosto - Jacopo Rampini, attore italiano
- 17 agosto - Miklós Szabó, ex cestista ungherese
- 17 agosto - Péter Szakály, ex calciatore ungherese
- 17 agosto - Tyrus Thomas, ex cestista statunitense
- 18 agosto - Evan Gattis, ex giocatore di baseball statunitense
- 18 agosto - Damian Kuczyński, sollevatore polacco
- 18 agosto - Ross McCormack, calciatore scozzese
- 18 agosto - Grigor Melik'set'yan, ex calciatore armeno
- 18 agosto - Alexios Michaīl, ex calciatore greco
- 18 agosto - Lara-Isabelle Rentinck, attrice e modella tedesca
- 18 agosto - Antonin Rouzier, pallavolista francese
- 18 agosto - Miesha Tate, artista marziale mista statunitense
- 18 agosto - Ismaël Traoré, calciatore francese
- 18 agosto - Graham Zusi, ex calciatore statunitense
- 18 agosto - Josimar Rosado da Silva Tavares, calciatore brasiliano († 2016)
- 19 agosto - Lluís Cortés, allenatore di calcio e ex calciatore spagnolo
- 19 agosto - Vilde Frang, violinista norvegese
- 19 agosto - Jorge García, ex calciatore uruguaiano
- 19 agosto - Benoît Gillet, cestista francese
- 19 agosto - Saori Kimura, ex pallavolista giapponese
- 19 agosto - Bruno Lopes, ex calciatore brasiliano
- 19 agosto - Lehlohonolo Majoro, calciatore sudafricano
- 19 agosto - Rúben Micael, ex calciatore portoghese
- 19 agosto - Sōtīrīs Mpalafas, calciatore greco
- 19 agosto - Jamie O'Neill, giocatore di snooker inglese
- 19 agosto - Christina Perri, cantautrice statunitense
- 19 agosto - Aleš Razým, ex fondista ceco
- 19 agosto - Sebastián Sosa, calciatore uruguaiano
- 19 agosto - Sueliton, ex calciatore brasiliano
- 19 agosto - Tian Qing, giocatrice di badminton cinese
- 19 agosto - John Williamson, ex cestista statunitense
- 19 agosto - Yoo Yeon-seong, giocatore di badminton sudcoreano
- 20 agosto - Germain Agustien, ex calciatore olandese
- 20 agosto - Micol Azzurro, showgirl e attrice italiana
- 20 agosto - Matteo Canavesi, ex cestista italiano
- 20 agosto - Massimiliano Carlini, calciatore italiano
- 20 agosto - Letizia Ciampa, doppiatrice e attrice italiana
- 20 agosto - Shan Foster, ex cestista statunitense
- 20 agosto - Julien Fouchard, ex ciclista su strada francese
- 20 agosto - Ignacio García, calciatore boliviano
- 20 agosto - Damien Gaudin, ex ciclista su strada e pistard francese
- 20 agosto - Stefan Ivanović, ex cestista e allenatore di pallacanestro montenegrino
- 20 agosto - Yannick Kocon, pattinatore artistico su ghiaccio francese
- 20 agosto - Lim Su-jeong, taekwondoka sudcoreana
- 20 agosto - Luis Alberto Marco, mezzofondista spagnolo
- 20 agosto - Daniel Martin, ex ciclista su strada irlandese
- 20 agosto - Emanuele Palamara, regista, sceneggiatore e produttore cinematografico italiano
- 20 agosto - Manuel Pamić, calciatore croato
- 20 agosto - Tania Sachdev, scacchista indiana
- 20 agosto - James Sangala, ex calciatore malawiano
- 20 agosto - Linus Sebastian, imprenditore e youtuber canadese
- 20 agosto - Andrew Surman, ex calciatore inglese
- 21 agosto - Romano Battisti, canottiere italiano
- 21 agosto - Usain Bolt, ex velocista giamaicano
- 21 agosto - Wout Brama, ex calciatore olandese
- 21 agosto - Facundo Castillón, ex calciatore argentino
- 21 agosto - Andreas Lienhart, ex calciatore austriaco
- 21 agosto - Kelly Marot, attrice e doppiatrice francese
- 21 agosto - Vidar Nisja, ex calciatore norvegese
- 21 agosto - Ana Radović, ex pallamanista montenegrina
- 21 agosto - Daniele Resca, tiratore a volo italiano
- 21 agosto - Denisa Rosolová, ex ostacolista, velocista e lunghista ceca
- 21 agosto - Kōki Sakamoto, ginnasta giapponese
- 21 agosto - Olayinka Sanni, ex cestista statunitense
- 21 agosto - Stephan Schröck, ex calciatore tedesco
- 21 agosto - Paetongtarn Shinawatra, politica, dirigente d'azienda e imprenditrice thailandese
- 21 agosto - Martin Stamper, taekwondoka britannico
- 21 agosto - Mason Trafford, ex calciatore statunitense
- 21 agosto - Vera Uljakina, pallavolista russa
- 21 agosto - Geovanny Vicente Romero, politologo e editorialista dominicano
- 22 agosto - Andray Blatche, ex cestista statunitense
- 22 agosto - Norman Bröckl, canoista tedesco
- 22 agosto - Lacie Heart, ex attrice pornografica statunitense
- 22 agosto - Stephen Ireland, ex calciatore irlandese
- 22 agosto - Keiko Kitagawa, attrice e modella giapponese
- 22 agosto - Gašper Markič, allenatore di sci alpino e ex sciatore alpino sloveno
- 22 agosto - Michela Martinelli, calciatrice italiana
- 22 agosto - David Mendieta Chávez, calciatore paraguaiano
- 22 agosto - Maxim Mihaliov, calciatore moldavo
- 22 agosto - Vadym Mil'ko, calciatore ucraino
- 22 agosto - Pac, wrestler britannico
- 22 agosto - Hiro Poroiae, calciatore francese
- 22 agosto - Augusto Ramos Soares, ex maratoneta e mezzofondista est-timorese
- 22 agosto - Masih Saighani, calciatore afghano
- 22 agosto - Michel Souza da Silva, ex calciatore brasiliano
- 22 agosto - Marcus Walker, ex cestista statunitense
- 23 agosto - Mawugbe Atsu, calciatore togolese
- 23 agosto - Christine Day, velocista giamaicana
- 23 agosto - Evandro Goebel, ex calciatore brasiliano
- 23 agosto - Kim Feenstra, modella e attrice olandese
- 23 agosto - Aitor Fernández López, ex calciatore spagnolo
- 23 agosto - Dimar López, pallavolista portoricano
- 23 agosto - Andra, cantante rumena
- 23 agosto - Romaric Perche, attore francese
- 23 agosto - Giuseppe Rossini, calciatore italiano
- 23 agosto - Jennifer Simpson, mezzofondista e siepista statunitense
- 23 agosto - Marine Tondelier, politica francese
- 23 agosto - Lucas Vila, hockeista su prato argentino
- 23 agosto - Catarina Wallenstein, attrice portoghese
- 23 agosto - Vic Wild, snowboarder statunitense
- 24 agosto - Joseph Akpala, allenatore di calcio e ex calciatore nigeriano
- 24 agosto - Jean Alexandre, ex calciatore haitiano
- 24 agosto - Cha Dong-min, ex taekwondoka sudcoreano
- 24 agosto - Benedikt Danek, allenatore di pallacanestro e ex cestista austriaco
- 24 agosto - Arian Foster, ex giocatore di football americano statunitense
- 24 agosto - Luca Giorgi, fumettista e illustratore italiano
- 24 agosto - Clint Gresham, giocatore di football americano statunitense
- 24 agosto - Ivan Ivanov, lottatore bulgaro
- 24 agosto - Przemysław Oziębała, ex calciatore polacco
- 24 agosto - Kali Reis, pugile e attrice statunitense
- 24 agosto - Miguel Samudio, calciatore paraguaiano
- 24 agosto - Fabiano Santacroce, procuratore sportivo e ex calciatore italiano
- 24 agosto - Vanderson da Silva Souza, ex calciatore brasiliano
- 25 agosto - Waldemar Acosta, ex calciatore uruguaiano
- 25 agosto - Admir Aganović, ex calciatore bosniaco
- 25 agosto - Elroy Gelant, mezzofondista sudafricano
- 25 agosto - Anton Glazunov, cestista russo
- 25 agosto - Ali Hamam, calciatore libanese
- 25 agosto - Nermin Jamak, ex calciatore bosniaco
- 25 agosto - Dmitrij Jatčenko, ex calciatore russo
- 25 agosto - Rona Nishliu, cantante kosovara
- 25 agosto - Antoine Rey, calciatore svizzero
- 25 agosto - Sudsakorn Sor Klinmee, pugile thailandese
- 25 agosto - Zhao Yunlei, giocatrice di badminton cinese
- 26 agosto - Nick Abendanon, ex rugbista a 15 e allenatore di rugby a 15 olandese
- 26 agosto - Bart De Clercq, ex ciclista su strada belga
- 26 agosto - Juan Esquer, pugile messicano
- 26 agosto - Vladislav Gussev, ex calciatore estone
- 26 agosto - Colin Kâzım-Richards, ex calciatore turco
- 26 agosto - Jack Kesy, attore statunitense
- 26 agosto - Iván Malón, ex calciatore spagnolo
- 26 agosto - Saint Jhn, rapper, cantautore e produttore discografico statunitense
- 26 agosto - Davide Rigon, pilota automobilistico italiano
- 26 agosto - Tom Rosenthal, cantautore inglese
- 26 agosto - Aarón Sarmiento, velista spagnolo
- 26 agosto - Big K.R.I.T., rapper e produttore discografico statunitense
- 26 agosto - Kerstin Thiele, judoka tedesca
- 26 agosto - Cassie, cantante statunitense
- 26 agosto - Erica White, ex cestista e allenatrice di pallacanestro statunitense
- 26 agosto - Akira Yoshida, ex giocatore di calcio a 5 giapponese
- 27 agosto - Lana Bastašić, scrittrice bosniaca
- 27 agosto - Nabil El Zhar, allenatore di calcio e ex calciatore francese
- 27 agosto - Michel García, ex calciatore messicano
- 27 agosto - Sebastian Kurz, politico e imprenditore austriaco
- 27 agosto - Mario, cantautore statunitense
- 27 agosto - Greta Scarano, attrice e regista italiana
- 27 agosto - Adam Sopp, attore britannico
- 27 agosto - Jorge Teixeira, calciatore portoghese
- 27 agosto - Rey Volpato, calciatore italiano
- 28 agosto - Renato Arapi, allenatore di calcio, dirigente sportivo e ex calciatore albanese
- 28 agosto - Walid Atta, calciatore svedese
- 28 agosto - Stuart Bithell, velista britannico
- 28 agosto - Jeff Green, cestista statunitense
- 28 agosto - Armie Hammer, attore statunitense
- 28 agosto - Tommy Hanson, giocatore di baseball statunitense († 2015)
- 28 agosto - Petru Hvorosteanov, ex calciatore moldavo
- 28 agosto - Steven Lenhart, ex calciatore statunitense
- 28 agosto - Mohombi, cantautore e ballerino svedese
- 28 agosto - Emil Ninu, calciatore rumeno
- 28 agosto - Salvatore Parlato, cestista italiano
- 28 agosto - Valentina Perrella, doppiatrice, direttrice del doppiaggio e attrice italiana
- 28 agosto - Jocelyn Roux, ex calciatore svizzero
- 28 agosto - Gilad Shalit, giornalista israeliano
- 28 agosto - Dragan Travica, pallavolista croato
- 28 agosto - Florence Welch, cantautrice, scrittrice e produttrice discografica britannica
- 28 agosto - Shavonte Zellous, cestista statunitense
- 29 agosto - Andrey Amador, ex ciclista su strada costaricano
- 29 agosto - Nicolae Calancea, ex calciatore moldavo
- 29 agosto - Lauren Collins, attrice canadese
- 29 agosto - Mirga Gražinytė-Tyla, direttrice d'orchestra lituana
- 29 agosto - Jaka Ihbeisheh, ex calciatore palestinese
- 29 agosto - Hajime Isayama, fumettista giapponese
- 29 agosto - Luis Alfredo López, calciatore honduregno
- 29 agosto - Lea Michele, attrice, cantante e ballerina statunitense
- 29 agosto - Michael Mohan, regista e sceneggiatore statunitense
- 29 agosto - Alex Ruoff, ex cestista e allenatore di pallacanestro statunitense
- 29 agosto - Vanessa Vélez, ex pallavolista portoricana
- 30 agosto - Ali Abbas Al-Hilfi, ex calciatore iracheno
- 30 agosto - Rahmane Barry, ex calciatore senegalese
- 30 agosto - Jade Boho, ex calciatrice spagnola
- 30 agosto - Wanida Boonwan, altista thailandese
- 30 agosto - Giovanni Currò, politico italiano
- 30 agosto - Paul Delaney, cestista statunitense
- 30 agosto - Kinley Dorji, calciatore bhutanese
- 30 agosto - Sebastián Leto, ex calciatore argentino
- 30 agosto - Inés Melchor, maratoneta e mezzofondista peruviana
- 30 agosto - Manami Nakano, calciatrice giapponese
- 30 agosto - Rajiv Ouseph, giocatore di badminton britannico
- 30 agosto - Justin Peters, hockeista su ghiaccio canadese
- 30 agosto - Ryan Ross, cantante, chitarrista e compositore statunitense
- 30 agosto - Rachele Silvestri, politica italiana
- 30 agosto - Aldo Simoncini, calciatore sammarinese
- 30 agosto - Davide Simoncini, calciatore sammarinese
- 30 agosto - Kenta Tanno, calciatore giapponese
- 30 agosto - Nico Vivarelli, pilota motociclistico italiano
- 30 agosto - Gary Yeo, ex velocista singaporiano
- 31 agosto - William Collazo, velocista cubano
- 31 agosto - Feng Tianwei, tennistavolista singaporiana
- 31 agosto - Rachelle Ann Go, cantante, attrice e modella filippina
- 31 agosto - Andrea Celeste, cantautrice italiana
- 31 agosto - Ryan Kelley, attore statunitense
- 31 agosto - Manon Melis, dirigente sportiva e ex calciatrice olandese
- 31 agosto - Brent Morin, attore statunitense
- 31 agosto - Pellumbesha Gjyli, ex calciatrice albanese
- 31 agosto - Melanie Schlanger, ex nuotatrice australiana
- 31 agosto - Thiago Schumacher, ex calciatore brasiliano
- 31 agosto - Johnny Wactor, attore statunitense († 2024)
- 31 agosto - D.J. White, ex cestista statunitense
- 31 agosto - Carlos Eduardo de Fiori Mendes, ex calciatore brasiliano